# Miguel Velázquez
Tomás Miguel Velázquez Torres (Santa Cruz de Tenerife, Canarias, 27 de diciembre de 1944) es un exboxeador español que llegó a conquistar el título mundial del Consejo Mundial de Boxeo, siendo el sexto del país en lograrlo tras Baltasar Belenguer, José Legrá, Pedro Carrasco, Perico Fernández y Pepe Durán. Además, fue campeón de Europa, de España en dos ocasiones y del mundo militar.
Como boxeador aficionado participó en los Juegos Olímpicos de Tokio 1964, donde cayó derrotado en su primer enfrentamiento ante el local Hoji Yonekura. Su carrera profesional se extendió a lo largo de casi dos décadas, en las que consiguió un récord de sesenta y seis victorias, cuatro derrotas y tres combates nulos. Fue distinguido con la Real Orden del Mérito Deportivo, una medalla de oro y dos de plata del Consejo Superior de Deportes y el Cabildo de Tenerife lo nombró Hijo Ilustre. 

## Vida personal
Nació el 27 de diciembre de 1944 en la calle Méndez Núñez, situada en Santa Cruz, ciudad y capital de la isla de Tenerife, siendo el segundo de seis hermanos. Su familia era de origen humilde, el padre trabajaba como fogonero y posteriormente de jornalero en un correíllo. Apenas tenía estudios y conocimientos sobre lectura y escritura, por lo que se sacó el título de graduado escolar a la edad de cuarenta años. Por otro lado, tiene dos hijas y un hijo, una de ellas nació el 26 de junio de 1970, un día antes de celebrar un combate.
Tras su retirada, trabajó durante veintidós años como taxista en Madrid, y durante ese tiempo también se preparó como entrenador en cursos internacionales y seleccionó al equipo de boxeo español para los Juegos Olímpicos de Barcelona 1992. En 2018 se publicó un libro sobre su carrera titulado: «Miguel Velázquez, biografía de un campeón mundial. El coraje de una generación», escrito por Noé Ramón y editado por Ediciones Idea.

## Trayectoria

### Inicios

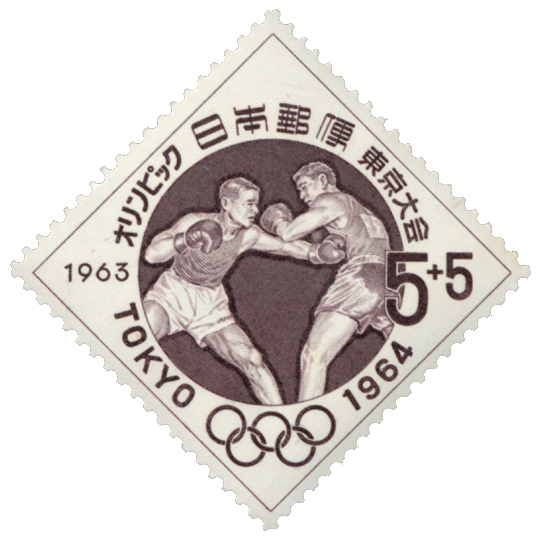
Estampa del boxeo en los Juegos Olímpicos de Tokio 1964

Miguel Velázquez trabajaba de auxiliar de cocina en una refinería, y tenía un amigo que hacía guantes de boxeo en un gimnasio de la zona. Estaba indeciso a la hora de practicar algún deporte y el barrio donde vivía, Taco, era un sector que dio púgiles profesionales como Juan Albornoz «Sombrita» o Domingo Mena «el Huracán de Taco», se fue aficionando y empezó a practicar boxeo. Comenzó a destacar en el gimnasio, e inició una carrera amateur. Debutó en 1961 contra Machín, en un combate en el que a ambos se les concedió la Medalla de la Combatividad. En julio de 1962, con dieciocho años, fue convocado junto con otros cinco tinerfeños de otras categorías de peso para el XXXIV Campeonato Nacional de Boxeo Aficionado celebrado en Málaga. Antes del certamen, llevaba celebradas diecisiete peleas y solo registró una derrota frente a Frías, al que ganó en tres ocasiones. En el campeonato, fue eliminado en la primera ronda ante Aixa, que ganó por puntos. La decisión arbitral fue discutida por el público, que manifestó que había ganado el tinerfeño. A raíz de esa derrota, estuvo dos años sin competir, hasta que en 1964 regresó y disputó los Juegos Olímpicos de Tokio. Perdió el primer asalto y ganó la segunda y tercera ronda ante el local Hoji Yonekura, pero nuevamente hubo una controvertida decisión. Al terminar el encuentro, el árbitro levantó la mano de Velázquez, en señal de que había ganado el combate, pero los jueces dieron como triunfador al japonés, incluso este alzó la mano del tinerfeño, reconociendo que debería haber vencido.
Poco después, se presentó como voluntario para hacer el servicio militar en Madrid. El Ejército español viajó a Múnich para disputar los Campeonatos Mundiales Militares de Boxeo, que tuvieron lugar en la pista del Circus Krone, donde Velázquez, junto con otros púgiles como el tinerfeño Barrera Corpas, representó a España. Ganó la medalla de oro, y por lo tanto, el campeonato, tras vencer en la final a Benson. Debutó como profesional el 23 de noviembre de 1966 en Madrid, frente al español Joaquin Martin, que tenía un récord de tres victorias, nueve combates nulos y veintiún derrotas. Ganó este encuentro por nocaut técnico en cinco asaltos.

### Título nacional

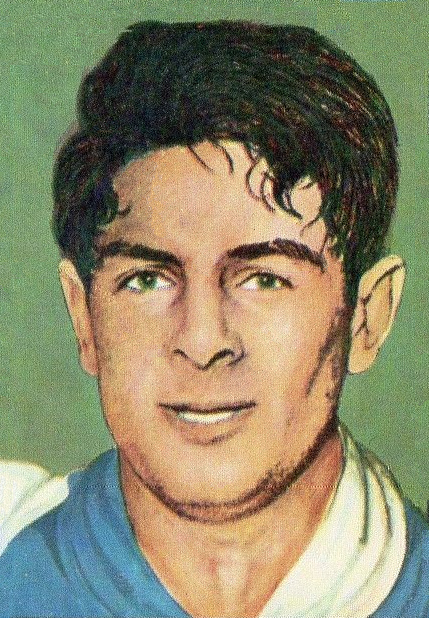
Pedro Carrasco

Tras la victoria venció en sus siguientes once combates, hasta que el 23 de diciembre de 1967 se enfrentó por el título nacional de peso ligero al español Benito Gallardo, más conocido por su apodo «Yanklo II». La contienda tuvo lugar en la Plaza de toros de Santa Cruz de Tenerife y Velázquez ganó por nocaut técnico en seis asaltos al golpear a su oponente varias veces en la cara, convirtiéndose en campeón de España por primera vez. Después de este triunfo, completó cinco luchas poniendo su cetro en juego, ante los españoles Mariano Serrano, Tomas Castuera, Manuel Artiles, Manuel Carvajal y Kid Tano; en todas salió victorioso, dos por puntos, una por noqueo y otras dos por nocaut técnico. Además, ganó otras quince peleas sin poner en juego el título, la mayoría de ellas en Tenerife.
Su racha de treinta y tres combates seguidos ganando y su condición de invicto hizo que se enfrentara contra el español Pedro Carrasco por el Campeonato de Europa EBU de peso ligero. La pelea se realizó el 13 de junio de 1969 en el Palacio de Deportes de Madrid y el onubense se llevó la victoria por puntos en quince asaltos. Fue la quinta defensa del título de Pedro y, por su parte, Velázquez perdió su primer combate como profesional y vio cortada la racha que ostentaba. El árbitro que dirigió el encuentro fue el catalán Perotti, elegido por el preparador de Carrasco. Según el periódico Mundo Deportivo, a la cita acudieron cerca de 12 000 personas y Carrasco «tuvo en Velázquez el mejor aspirante de cuantos se le han enfrentado» por el «corazón que puso en el lance y por su clase».

### Título europeo
Ganó sus siguientes cinco combates y tuvo una anulación ante el dominicano Chris Fernández. Seguidamente, Pedro Carrasco dejó vacante el Campeonato de Europa EBU de peso ligero para optar al título mundial y se nombró aspirantes a conseguirlo al escocés Ken Buchanan y a Velázquez. Ken llevaba hasta entonces una racha de treinta y tres combates seguidos ganando y se mantenía invicto. La lucha se realizó el 29 de enero de 1970 en el Palacio de Deportes de Madrid y el púgil tinerfeño se llevó la victoria por puntos en quince asaltos. El árbitro italiano Piero Brambilla puntuó 69-72 a favor de Velázquez, tres puntos de diferencia que le sirvieron para ganar el título.
Tras este triunfo realizó dos peleas victoriosas sin poner su cetro en juego, ante el portugués Carlos Almeida y el colombiano Josué Márquez. Días después, el 26 de junio de 1970 defendió su título en el Palacio de Deportes de Madrid ante el italiano Carmelo Coscia, al que ganó por nocaut técnico en once asaltos, por lo que conservó el cinturón. Cabe mencionar que un día antes del evento nació una de sus hijas, a la que «brindó el triunfo». Posteriormente, consiguió otras tres victorias sin poner en juego el campeonato, ante el español Ángel Neches, el uruguayo Eber Jiménez y el noruego Tore Magnussen. En su siguiente enfrentamiento, el 29 de enero de 1971 en el Palacio de los Deportes de Barcelona, puso el campeonato en juego ante el italiano Antonio Puddu. La contienda quedó nula y se programó otro combate de revancha por el título para el 31 de julio de 1971 en el municipio de Cagliari. El resultado fue en su mayor parte discutido, el presidente de la Federación Italiana de Boxeo, Antonio Sciarra lo describió como «el robo del siglo» y el púgil itálico mencionó «me han robado una victoria más que merecida». Tras dos enfrentamientos, luchó por segunda vez contra Puddu ante 18 000 personas y fue derrotado por nocaut técnico en cuatro asaltos, por lo que el tinerfeño perdió el título.

### Parón de dos años, vuelta y segundo título nacional

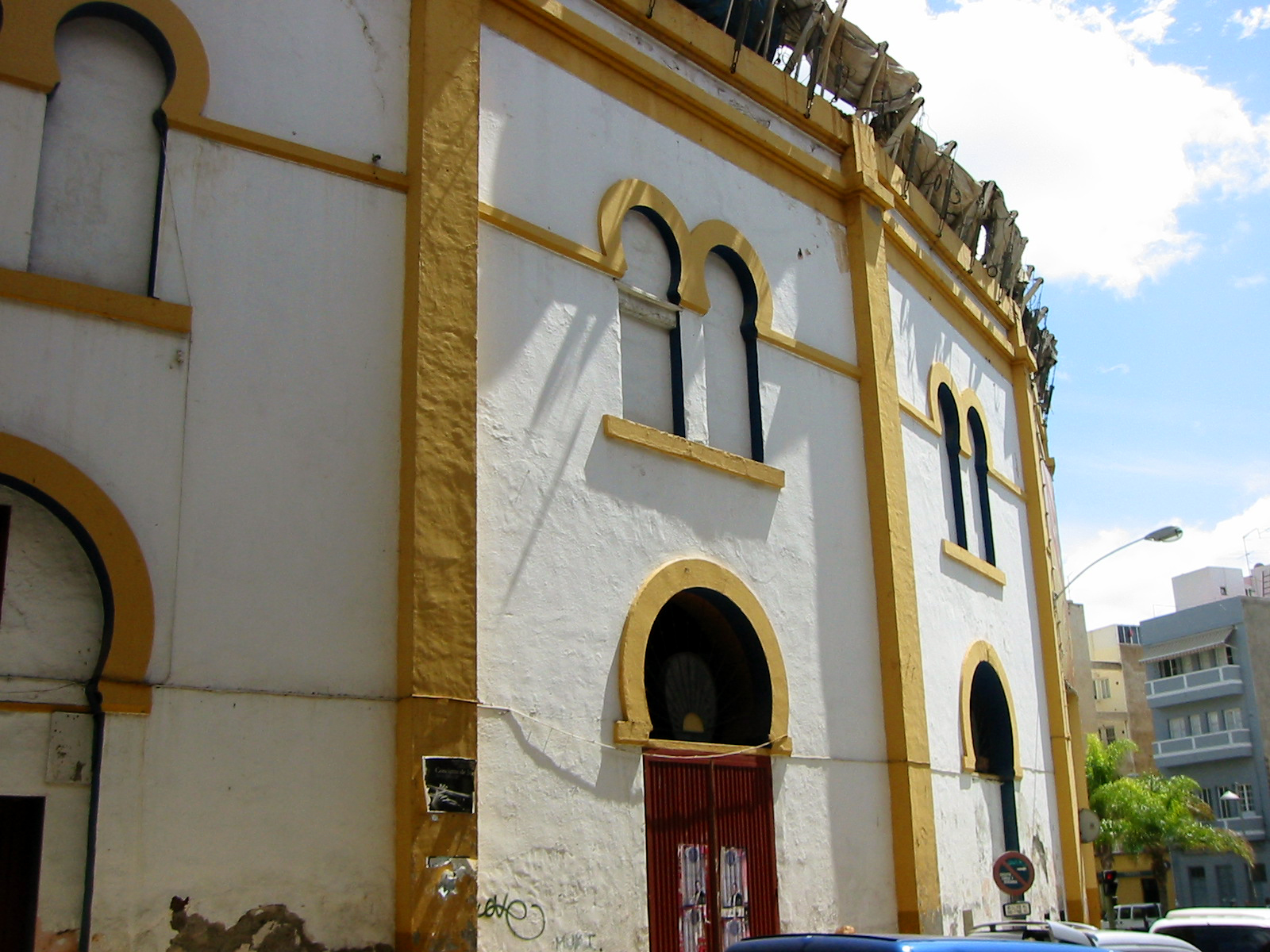
Velázquez consiguió ganar su segundo título nacional en la plaza de toros de Santa Cruz.

Después de la derrota ante el italiano, Velázquez consiguió tres victorias más, ante el australiano Jake Gulino y ante los uruguayos Gualberto Fernández y Antonio Villasantes. Luego del combate ante Antonio, el 20 de octubre de 1972, no volvió a luchar en dos años, hasta el 7 de junio de 1974. Ese mismo día ganó al tunecino Ali Issaoui en el Palacio de Deportes de Madrid por nocaut técnico en seis asaltos. Tras ese combate, consiguió seis victorias más, ante Carlos Almeida, Tony Navarro, Santino Reali, Giuseppe Minotti y dos veces ante Luciano Laffranchi, al que ganó por nocaut técnico en el primer enfrentamiento y por puntos en el segundo.
El 20 de abril de 1975 se enfrentó al español Jerónimo Lucas por el título nacional de peso ligero. El certamen se realizó en la Plaza de toros de Santa Cruz de Tenerife y ganó por descalificación en ocho asaltos, convirtiéndose en campeón de España por segunda vez en su carrera. Jerónimo hizo varias incorrecciones, la última de ellas golpear fuertemente en la cabeza al púgil tinerfeño, lo que decidió el resultado final. Pero el 31 de julio de 1975 tuvo que renunciar al título para optar por la lucha del campeonato continental. Tras la victoria, realizó siete combates triunfales y sufrió una derrota ante el asturiano José Ramón Gómez, boxeador que venía de ser campeón europeo y que realizó su primera defensa victoriosa del título en su enfrentamiento anterior ante el italiano Romano Fanali.

### Título mundial

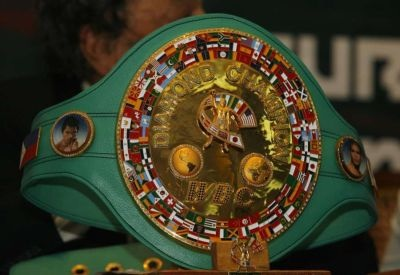
Título del mundo del Consejo Mundial de Boxeo

En su siguiente combate, celebrado el 30 de junio de 1976 en el Palacio de Deportes de Madrid, se enfrentó al tailandés Saensak Muangsurin por el campeonato del mundo WBC de peso superligero. Saensak había conseguido el título tras arrebatárselo al español Perico Fernández en un combate disputado en Bangkok. Antes del encuentro, el púgil asiático aseguró: «voy a noquear a Velázquez en el octavo asalto». El canario empezó perdiendo por puntos y había caído al suelo dos veces; sin embargo, consiguió el campeonato por descalificación de Saensak en el cuarto asalto, que pegó al tinerfeño después de que hubiera sonado la campana. Tras la pelea, José Sulaimán, presidente del Consejo Mundial de Boxeo, declaró: «Velázquez estaba muy herido y yo, personalmente, me hubiese enfadado mucho con el preparador si le hubiese dejado seguir peleando».
Más tarde, el 7 de agosto de 1976, se enfrentó al alemán Lothar Abend sin poner el campeonato en juego. El combate se realizó en Lepe y el tinerfeño ganó por nocaut en el tercer asalto. El 15 de octubre, el Consejo Mundial de Boxeo ordenó que Velázquez volviera a pelear ante el tailandés Saensak con el título en juego.

### Pérdida del título y retiro
Su primera defensa del título, la lucha ya anunciada ante el tailandés, se celebró el 29 de octubre de 1976 en Segovia, Castilla y León. Saensak ganó por nocaut técnico en dos asaltos y al final del combate el público segoviano abucheó al púgil tinerfeño. Algunos periódicos titularon en sus portadas rótulos como «Muangsurin, fulminante» o «Muangsurin, demoledora». En una entrevista, Velázquez comentó: «pega durísimo y, ante el poder y fuerza que ha demostrado, hay que rendirse». Por su parte, el púgil asiático dijo: «el español me ha decepcionado pues para mí ni ha sido campeón del mundo ni nada por el estilo. No ha aprendido nada desde el último combate que nos enfrentamos. Yo no tengo rival en el mundo y no me desagradaría volver a boxear en España».
Tras la derrota, Velázquez perdió el título y se retiró del boxeo. Poco después, un promotor de origen chino le ofreció diez mil dólares por luchar en un combate, pero el púgil denegó la oferta.

## Títulos
- Medalla de oro en el Campeonato Mundial Militar (octubre de 1965).[19]
- Campeonato de España —peso ligero— (23 de diciembre de 1967 - 9 de noviembre de 1968, 321 días).[58][59]
- Campeonato de Europa EBU —peso ligero— (29 de enero de 1970 - 31 de julio de 1971, 548 días).[60]
- Campeonato de España —peso ligero— (20 de abril de 1975 - 31 de julio de 1975, 102 días).[46]
- Campeonato del mundo WBC —peso superligero— (30 de junio de 1976 - 29 de octubre de 1976, 121 días).[61][62]

## Reconocimientos
Reconocimientos otorgados a Miguel Velázquez durante su vida:
- Real Orden al Mérito Deportivo (2005).
- 1 medalla de oro otorgada por el Consejo Superior de Deportes (1976).
- 2 medallas de plata otorgadas por el Consejo Superior de Deportes (1965 y 1970).
- Hijo Ilustre de Tenerife por el Cabildo (2013).
- Medalla de Oro de Canarias (2022).
- Premio a "La gran pelea del centenario" de la Federación Española de Boxeo (2022).

El 3 de febrero de 2006 se le dedicó un homenaje con una velada de boxeo televisada en directo para toda España. En 2015 el Ayuntamiento de Santa Cruz le puso su nombre a una plaza de la ciudad, localizada entre la avenida Tres de Mayo y la calle Álvaro Rodríguez López, dentro del sector de Cabo-Llanos.

## Resultados como profesional
| Abreviatura | TKO            | KO     | PTS        | RTD               | DQ              |
| Significado | Nocaut técnico | Nocaut | Puntuación | Nocaut por retiro | Descalificación |

| 66 Ganadas (33 knockouts), 4 Derrotas (2 knockouts), 3 Nulos |        |                     |        |                |                         |                            |                                                    |
| Resultado                                                    | Récord | Rival               | Método | Asalto, Tiempo | Fecha                   | Localización               | Título                                             |
| Derrota                                                      | 66–4–3 | Saensak Muangsurin  | TKO    | 2 (15)         | 29 de octubre de 1976   | Segovia, CLE               | Perdió el título del mundo WBC de peso superligero |
| Victoria                                                     | 66–3–3 | Lothar Abend        | KO     | 3 (10)         | 7 de agosto de 1976     | Lepe, AND                  | ---                                                |
| Victoria                                                     | 65–3–3 | Saensak Muangsurin  | DQ     | 4 (15)         | 30 de junio de 1976     | Madrid, CMA                | Ganó el título del mundo WBC de peso superligero   |
| Victoria                                                     | 64–3–3 | Gualberto           | PTS    | 8 (8)          | 1 de mayo de 1976       | Palencia, CLE              | ---                                                |
| Victoria                                                     | 63–3–3 | Gualberto           | PTS    | 8 (8)          | 7 de febrero de 1976    | Cádiz, AND                 | ---                                                |
| Victoria                                                     | 62–3–3 | Abu Arrow           | RTD    | 5 (8)          | 18 de enero de 1976     | Castellón de la Plana, CVA | ---                                                |
| Victoria                                                     | 61–3–3 | Gualberto           | PTS    | 8 (8)          | 8 de noviembre de 1975  | Alicante, CVA              | ---                                                |
| Victoria                                                     | 60–3–3 | Fernando Bermejo    | DQ     | 6 (8)          | 1 de noviembre de 1975  | Lyon, Francia              | ---                                                |
| Victoria                                                     | 59–3–3 | Fernando Pérez      | PTS    | 8 (8)          | 11 de octubre de 1975   | Oviedo, PAS                | ---                                                |
| Derrota                                                      | 58–3–3 | José Ramón Fouz     | PTS    | 8 (8)          | 23 de julio de 1975     | Madrid, CMA                | ---                                                |
| Victoria                                                     | 58–2–3 | Esperno Postl       | PTS    | 6 (6)          | 24 de junio de 1975     | Berlín, Alemania           | ---                                                |
| Victoria                                                     | 57–2–3 | Jeronimo Lucas      | DQ     | 8 (12)         | 20 de abril de 1975     | Santa Cruz, CAN            | Ganó el título español de peso ligero              |
| Victoria                                                     | 56–2–3 | Luciano Laffranchi  | PTS    | 8 (8)          | 22 de marzo de 1975     | Santa Cruz, CAN            | ---                                                |
| Victoria                                                     | 55–2–3 | Giuseppe Minotti    | PTS    | 8 (8)          | 21 de febrero de 1975   | Madrid, CMA                | ---                                                |
| Victoria                                                     | 54–2–3 | Luciano Laffranchi  | TKO    | 7 (8)          | 6 de enero de 1975      | Bilbao, PV                 | ---                                                |
| Victoria                                                     | 53–2–3 | Santino Reali       | PTS    | 8 (8)          | 5 de diciembre de 1974  | Bilbao, PV                 | ---                                                |
| Victoria                                                     | 52–2–3 | Tony Navarro        | RTD    | 7 (8)          | 16 de agosto de 1974    | Madrid, CMA                | ---                                                |
| Victoria                                                     | 51–2–3 | Carlos Almeida      | TKO    | 4 (10)         | 22 de junio de 1974     | Valencia, CVA              | ---                                                |
| Victoria                                                     | 50–2–3 | Ali Issaoui         | TKO    | 6 (8)          | 7 de junio de 1974      | Madrid, CMA                | ---                                                |
| Victoria                                                     | 49–2–3 | Antonio Villasantes | TKO    | 4 (8)          | 20 de octubre de 1972   | Barcelona, CAT             | ---                                                |
| Victoria                                                     | 48–2–3 | Gualberto           | TKO    | 4 (8)          | 1 de agosto de 1972     | Barcelona, CAT             | ---                                                |
| Victoria                                                     | 47–2–3 | Jake Gulino         | PTS    | 10 (10)        | 28 de junio de 1972     | Madrid, CMA                | ---                                                |
| Derrota                                                      | 46–2–3 | Antonio Puddu       | TKO    | 4 (15)         | 31 de julio de 1971     | Cagliari, Italia           | Perdió el título de Europa EBU de peso ligero      |
| Nulo                                                         | 46–1–3 | Angel Robinson      | PTS    | 10 (10)        | 21 de mayo de 1971      | Barcelona, CAT             | ---                                                |
| Victoria                                                     | 46–1–2 | Olli Maki           | PTS    | 10 (10)        | 29 de abril de 1971     | Madrid, CMA                | ---                                                |
| Nulo                                                         | 45–1–2 | Antonio Puddu       | PTS    | 15 (15)        | 29 de enero de 1971     | Barcelona, CAT             | Retuvo el título de Europa EBU de peso ligero      |
| Victoria                                                     | 45–1–1 | Tore Magnussen      | TKO    | 3 (10)         | 22 de agosto de 1970    | Valencia, CVA              | ---                                                |
| Victoria                                                     | 44–1–1 | Eber Jiménez        | KO     | 2 (8)          | 13 de agosto de 1970    | La Coruña, GAL             | ---                                                |
| Victoria                                                     | 43–1–1 | Ángel Neches        | PTS    | 8 (8)          | 1 de agosto de 1970     | San Sebastián, PV          | ---                                                |
| Victoria                                                     | 42–1–1 | Carmelo Coscia      | TKO    | 11 (15)        | 26 de junio de 1970     | Madrid, CMA                | Retuvo el título de Europa EBU de peso ligero      |
| Victoria                                                     | 41–1–1 | Josué Márquez       | PTS    | 10 (10)        | 22 de mayo de 1970      | Madrid, CMA                | ---                                                |
| Victoria                                                     | 40–1–1 | Carlos Almeida      | KO     | 1 (10)         | 11 de abril de 1970     | Santa Cruz, CAN            | ---                                                |
| Victoria                                                     | 39–1–1 | Ken Buchanan        | PTS    | 15 (15)        | 29 de enero de 1970     | Madrid, CMA                | Ganó el título de Europa EBU de peso ligero        |
| Nulo                                                         | 38–1–1 | Chris Fernández     | PTS    | 10 (10)        | 11 de diciembre de 1969 | Barcelona, CAT             | ---                                                |
| Victoria                                                     | 38–1   | Luigi Farina        | TKO    | 5 (10)         | 21 de noviembre de 1969 | Madrid, CMA                | ---                                                |
| Victoria                                                     | 37–1   | Giuseppe Amante     | PTS    | 10 (10)        | 13 de noviembre de 1969 | Barcelona, CAT             | ---                                                |
| Victoria                                                     | 36–1   | Larry Flaviano      | TKO    | 5 (10)         | 24 de octubre de 1969   | Madrid, CMA                | ---                                                |
| Victoria                                                     | 35–1   | Massimo Consolati   | PTS    | 10 (10)        | 16 de octubre de 1969   | Barcelona, CAT             | ---                                                |
| Victoria                                                     | 34–1   | Kouider Meftah      | PTS    | 10 (10)        | 20 de agosto de 1969    | Barcelona, CAT             | ---                                                |
| Derrota                                                      | 33–1   | Pedro Carrasco      | PTS    | 15 (15)        | 13 de junio de 1969     | Madrid, CMA                | Pelea por el título de Europa EBU de peso ligero   |
| Victoria                                                     | 33–0   | Ben Hassen          | RTD    | 7 (10)         | 12 de abril de 1969     | Madrid, CMA                | ---                                                |
| Victoria                                                     | 32–0   | Tomás Castuera      | TKO    | 8 (8)          | 28 de marzo de 1969     | Madrid, CMA                | ---                                                |
| Victoria                                                     | 31–0   | Ángel Neches        | PTS    | 8 (8)          | 18 de marzo de 1969     | Valencia, CVA              | ---                                                |
| Victoria                                                     | 30–0   | Bruno Melissano     | PTS    | 10 (10)        | 1 de febrero de 1969    | Santa Cruz, CAN            | ---                                                |
| Victoria                                                     | 29–0   | Ould Makloufi       | PTS    | 10 (10)        | 25 de enero de 1969     | Santa Cruz, CAN            | ---                                                |
| Victoria                                                     | 28–0   | Ángel Neches        | PTS    | 10 (10)        | 25 de diciembre de 1968 | Bilbao, PV                 | ---                                                |
| Victoria                                                     | 27–0   | Miguel A Piriz      | TKO    | 5 (8)          | 30 de noviembre de 1968 | Santa Cruz, CAN            | ---                                                |
| Victoria                                                     | 26–0   | Kid Tano            | PTS    | 12 (12)        | 9 de noviembre de 1968  | Santa Cruz, CAN            | Retuvo el título español de peso ligero            |
| Victoria                                                     | 25–0   | Kid Rainbow         | PTS    | 8 (8)          | 18 de octubre de 1968   | Madrid, CMA                | ---                                                |
| Victoria                                                     | 24–0   | Pierre Tirlo        | TKO    | 2 (8)          | 5 de octubre de 1968    | Santa Cruz, CAN            | ---                                                |
| Victoria                                                     | 23–0   | Fernando Tavares    | TKO    | 3 (10)         | 4 de septiembre de 1968 | Melilla, ME                | ---                                                |
| Victoria                                                     | 22–0   | Manuel Carvajal     | TKO    | 5 (12)         | 16 de agosto de 1968    | Sevilla, AND               | Retuvo el título español de peso ligero            |
| Victoria                                                     | 21–0   | Karl Furcht         | TKO    | 3 (10)         | 24 de junio de 1968     | Santa Cruz, CAN            | ---                                                |
| Victoria                                                     | 20–0   | Billy Yussuf        | KO     | 2 (8)          | 15 de junio de 1968     | Santa Cruz, CAN            | ---                                                |
| Victoria                                                     | 19–0   | Manuel Artiles      | TKO    | 8 (12)         | 27 de abril de 1968     | Salamanca, CLE             | Retuvo el título español de peso ligero            |
| Victoria                                                     | 18–0   | Tomás Castuera      | KO     | 10 (12)        | 4 de abril de 1968      | Palma de Mallorca, IBA     | Retuvo el título español de peso ligero            |
| Victoria                                                     | 17–0   | Luis Torcida        | PTS    | 10 (10)        | 14 de marzo de 1968     | Barcelona, CAT             | ---                                                |
| Victoria                                                     | 16–0   | Ben Amar            | PTS    | 8 (8)          | 22 de febrero de 1968   | Palma de Mallorca, IBA     | ---                                                |
| Victoria                                                     | 15–0   | Mario Serrano       | PTS    | 12 (12)        | 11 de febrero de 1968   | Salamanca, CLE             | Retuvo el título español de peso ligero            |
| Victoria                                                     | 14–0   | Gennatiempo         | PTS    | 10 (10)        | 20 de enero de 1968     | Santa Cruz, CAN            | ---                                                |
| Victoria                                                     | 13–0   | Benito Gallardo     | TKO    | 6 (12)         | 23 de diciembre de 1967 | Santa Cruz, CAN            | Ganó el título español de peso ligero              |
| Victoria                                                     | 12–0   | Kid Rainbow         | KO     | 3 (8)          | 9 de diciembre de 1967  | Santa Cruz, CAN            | ---                                                |
| Victoria                                                     | 11–0   | Manuel Artiles      | RTD    | 6 (8)          | 26 de agosto de 1967    | Madrid, CMA                | ---                                                |
| Victoria                                                     | 10–0   | Francisco Trujillo  | PTS    | 8 (8)          | 8 de julio de 1967      | Santa Cruz, CAN            | ---                                                |
| Victoria                                                     | 9–0    | José Madrid         | RTD    | 5 (8)          | 24 de junio de 1967     | Santa Cruz, CAN            | ---                                                |
| Victoria                                                     | 8–0    | Juan Peña           | RTD    | 4 (8)          | 8 de junio de 1967      | Prado del Rey, AND         | ---                                                |
| Victoria                                                     | 7–0    | Francesco Dessi'    | RTD    | 3 (8)          | 2 de junio de 1967      | Madrid, CMA                | ---                                                |
| Victoria                                                     | 6–0    | Rene Rourre         | PTS    | 8 (8)          | 5 de mayo de 1967       | Madrid, CMA                | ---                                                |
| Victoria                                                     | 5–0    | Francisco Antin     | TKO    | 4 (8)          | 13 de abril de 1967     | Madrid, CMA                | ---                                                |
| Victoria                                                     | 4–0    | Bernard Gimond      | PTS    | 8 (8)          | 31 de marzo de 1967     | Madrid, CMA                | ---                                                |
| Victoria                                                     | 3–0    | Luis Segura         | PTS    | 8 (8)          | 17 de diciembre de 1966 | Madrid, CMA                | ---                                                |
| Victoria                                                     | 2–0    | José García         | KO     | 2 (6)          | 2 de diciembre de 1966  | Madrid, CMA                | ---                                                |
| Victoria                                                     | 1–0    | Joaquín Martín      | TKO    | 5 (6)          | 23 de noviembre de 1966 | Madrid, CMA                | ---                                                |